# 耶稣圣心堂 (美因茨)

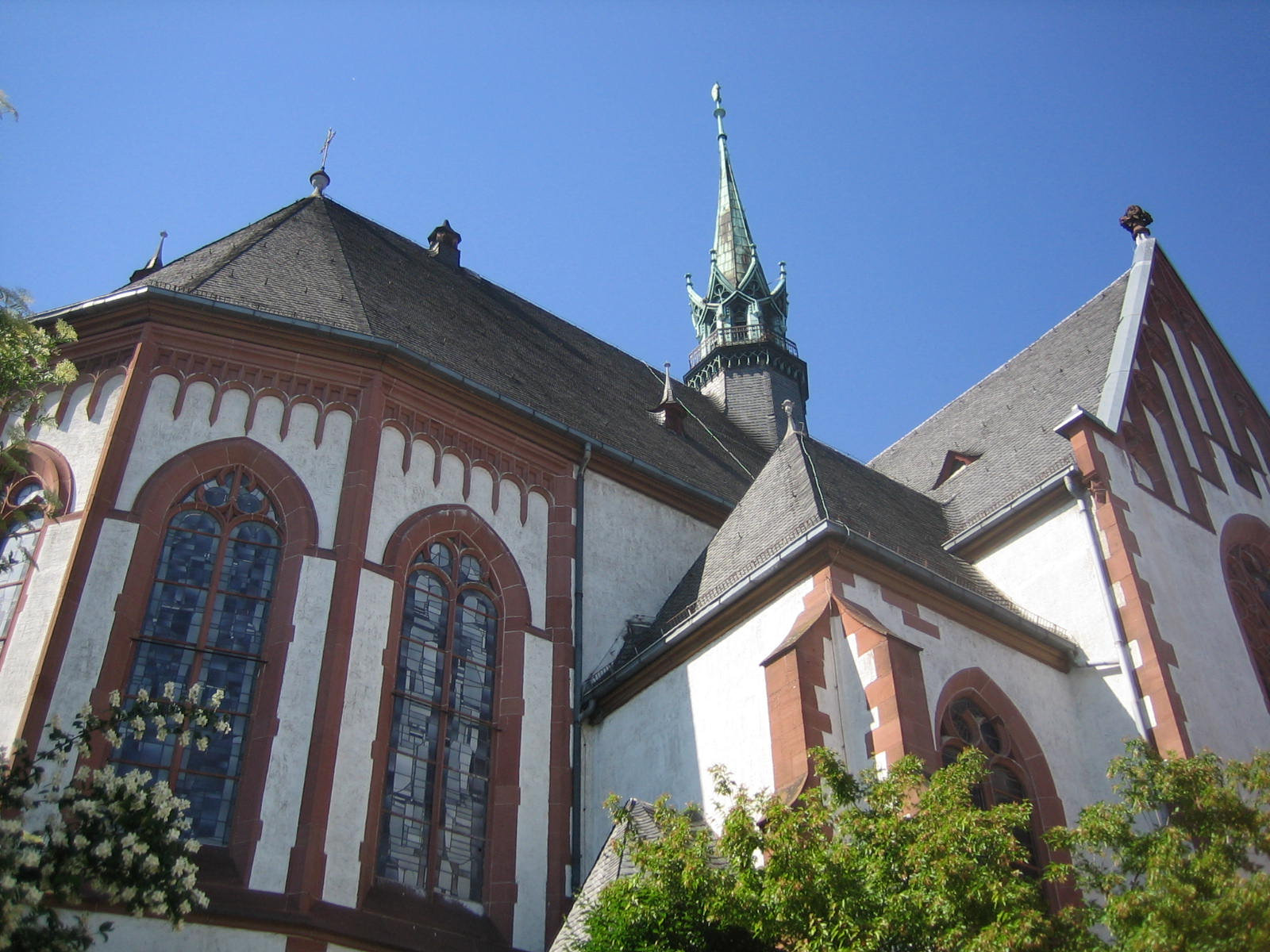

天主教耶稣圣心堂（Herz-Jesu-Kirche）是一个教堂，位于德国美因茨最大的的工人阶级社区Mombach区，供奉耶稣圣心。

## 历史
该堂为哥特复兴建筑，由建筑师Ludwig Becker设计，于1911年8月9日动工兴建，1913年9月28日完成。2001年对唱经楼进行修复。